# Hidak az Ipolyon
Az Ipolyon az első világháború előtt még 47 hídon lehetett átkelni. Ezek közúti, vasúti, illetve gyaloghidak voltak. Nagy részük megsemmisült a háborúban.

## Középső rész
Szlovákiában a Kálnó–Kalonda szakaszon a következő hidak állnak:
| Kép | Hely                  | Koordináták                                                  | Típus        | Megjegyzés                           |
| --- | --------------------- | ------------------------------------------------------------ | ------------ | ------------------------------------ |
|     | Kálnó                 | é. sz. 48° 23′ 36″, k. h. 19° 42′ 51″48.393392°N 19.714117°E | Közúti híd   |                                      |
|     | Kálnó                 | é. sz. 48° 23′ 32″, k. h. 19° 42′ 46″48.392097°N 19.712819°E | Közúti híd   |                                      |
|     | Pinc                  | é. sz. 48° 21′ 30″, k. h. 19° 45′ 17″48.358283°N 19.754586°E | Közúti híd   | I/50-es főút, E58                    |
|     | Bolyk                 | é. sz. 48° 20′ 14″, k. h. 19° 46′ 22″48.337142°N 19.772772°E | Közúti híd   |                                      |
|     |                       | é. sz. 48° 19′ 46″, k. h. 19° 46′ 20″48.329394°N 19.772272°E | Gyalogos híd |                                      |
|     | Ipolynyitra           | é. sz. 48° 19′ 07″, k. h. 19° 46′ 23″48.318692°N 19.773069°E | Közúti híd   |                                      |
|     | Ipolynyitra           | é. sz. 48° 19′ 00″, k. h. 19° 46′ 21″48.316750°N 19.772456°E | Gyalogos híd |                                      |
|     | Ipolygalsa            | é. sz. 48° 18′ 25″, k. h. 19° 45′ 12″48.306922°N 19.753353°E | Vasúti híd   | Zólyom–Kassa-vasútvonal              |
|     | Fülekkelecsény–Losonc | é. sz. 48° 17′ 52″, k. h. 19° 44′ 31″48.297806°N 19.741836°E | Közúti híd   | I/71-es főút                         |
|     | Lázipuszta            | é. sz. 48° 17′ 43″, k. h. 19° 43′ 10″48.295236°N 19.719511°E | Közúti híd   |                                      |
|     | Terbeléd–Miksi        | é. sz. 48° 17′ 19″, k. h. 19° 42′ 33″48.288622°N 19.709125°E | Közúti híd   |                                      |
|     | Rapp                  | é. sz. 48° 16′ 49″, k. h. 19° 40′ 45″48.280403°N 19.679300°E | Közúti híd   |                                      |
|     | Rapp–Losonc           | é. sz. 48° 16′ 49″, k. h. 19° 40′ 41″48.280367°N 19.677919°E | Vasúti híd   | Losonc–Kalonda–Nagykürtös-vasútvonal |

## Alsó rész
Az Ipolytarnóc–Szob szakaszon főleg az egykori Csehszlovákiához tartozó területeken állnak hidak. Ahol az Ipoly határfolyó, az újjáépítés többnyire elmaradt. Jelenleg a következő hidak állnak:
| Kép | Hely                                            | Koordináták                                                  | Típus      | Megjegyzés |
| --- | ----------------------------------------------- | ------------------------------------------------------------ | ---------- | --- |
|     | Ráróspuszta–Rárós (Madách híd)                  | é. sz. 48° 12′ 28″, k. h. 19° 32′ 40″48.207731°N 19.544447°E | Közúti híd | Határhíd. 2011. október 11-én adták át. Magyar oldalról a 2205-ös útból kiágazó 22 103-as út szolgálja ki, folytatása a szlovák oldalon az 585-ös út.                       |
|     | Nógrádszakál–Bussa                              | é. sz. 48° 09′ 48″, k. h. 19° 30′ 43″48.163394°N 19.511928°E | Vasúti híd | Határhíd, a Losonc–Kalonda–Nagykürtös-vasútvonal része. 1951. szeptember 12-én nyitották meg. Az 1980-as évekig személy-, azóta csak teherforgalomra használják.            |
|     | Pősténypuszta–Petőpuszta (Katalin híd)          |                                                              | Közúti híd | Határhíd. 2012. február 24-én adták át. Magyar oldalról a 22 105-ös számú mellékút szolgálja ki, a szlovák oldalon az ottani 2616-os út csatlakozik hozzá.                  |
|     | Őrhalom–Ipolyvarbó (Szent-Iványi híd)           | é. sz. 48° 05′ 12″, k. h. 19° 24′ 25″48.086667°N 19.406944°E | Közúti híd | Határhíd. 2023. december 1-jén adták át. |
|     | Balassagyarmat–Tótgyarmat                       | é. sz. 48° 05′ 14″, k. h. 19° 17′ 53″48.087322°N 19.298144°E | Közúti híd | Határhíd. 1966–1968 között épült meg, 1991–1992 között felújították. Magyar oldalról a 222-es főút érinti, amihez szlovák oldalról az 527A számozású ottani út csatlakozik. |
|     | Drégelypalánk – Ipolyhídvég (Szent Borbála híd) | é. sz. 48° 03′ 39″, k. h. 19° 03′ 12″48.060925°N 19.053319°E | Közúti híd | Határhíd. 2024. január 12-én adták át. |
|     | Ipolyság–Homok (Ipolyság)                       | é. sz. 48° 04′ 05″, k. h. 18° 56′ 60″48.067967°N 18.949886°E | Közúti híd | Az E77-es út (a szlovákiai 66-os főút) halad át rajta. |
|     | Ipolyság                                        | é. sz. 48° 04′ 11″, k. h. 18° 56′ 30″48.069664°N 18.941747°E | Közúti híd | A szlovákiai 1567-es út halad rajta át, mely Ipolyság központjának déli részétől Pereszlény felé vezet.                                                                     |
|     | Ipolyság–Gyerk                                  | é. sz. 48° 04′ 18″, k. h. 18° 55′ 32″48.071739°N 18.925586°E | Vasúti híd | Az Ipolyság–Zólyom-vasútvonal része. |
|     | Ipolyvisk–Pereszlény                            | é. sz. 48° 03′ 56″, k. h. 18° 52′ 03″48.065653°N 18.867450°E | Közúti híd | A szlovákiai 1567-es út része |
|     | Ipolyvisk–Tésa                                  | é. sz. 48° 03′ 12″, k. h. 18° 51′ 52″48.053258°N 18.864581°E | Közúti híd | A híd Ipolyvisk vasútállomását szolgálja ki, ahonnan egy rossz minőségű út vezet Tésa-Bernecebaráti felé a határon át.                                                      |
|     | Ipolyvisk–Ipolyszakállos                        | é. sz. 48° 02′ 19″, k. h. 18° 48′ 56″48.038683°N 18.815642°E | Vasúti híd | Az Ipolyság–Csata-vasútvonal része, személy- és teherforgalommal. |
|     | Letkés–Ipolyszalka                              | é. sz. 47° 53′ 11″, k. h. 18° 45′ 47″47.886292°N 18.763092°E | Közúti híd | Határhíd, 3,5 tonnás súlykorlátozással. Magyar oldalról a 12 111-es számú mellékút, szlovák oldalról az ottani 1518-as út csatlakozik hozzá.                                |
|     | Ipolydamásd–Helemba (Károly Róbert híd)         | é. sz. 47° 49′ 60″, k. h. 18° 49′ 48″47.833231°N 18.829861°E | Közúti híd | Határhíd. Magyar oldalról az 1201-es számú mellékút felől, a 12 125-ös mellékúton érhető el, szlovák oldalról az ottani 1515-ös út csatlakozik hozzá.                       |
|     | Szob–Helemba (Sávoly híd)                       | é. sz. 47° 49′ 25″, k. h. 18° 51′ 11″47.823597°N 18.852967°E | Vasúti híd | Határhíd. A Budapest–Szob–Párkány-vasútvonal és a IV. páneurópai folyosó része.                                                                                             |

## Új hidak a magyar-szlovák határszakaszon

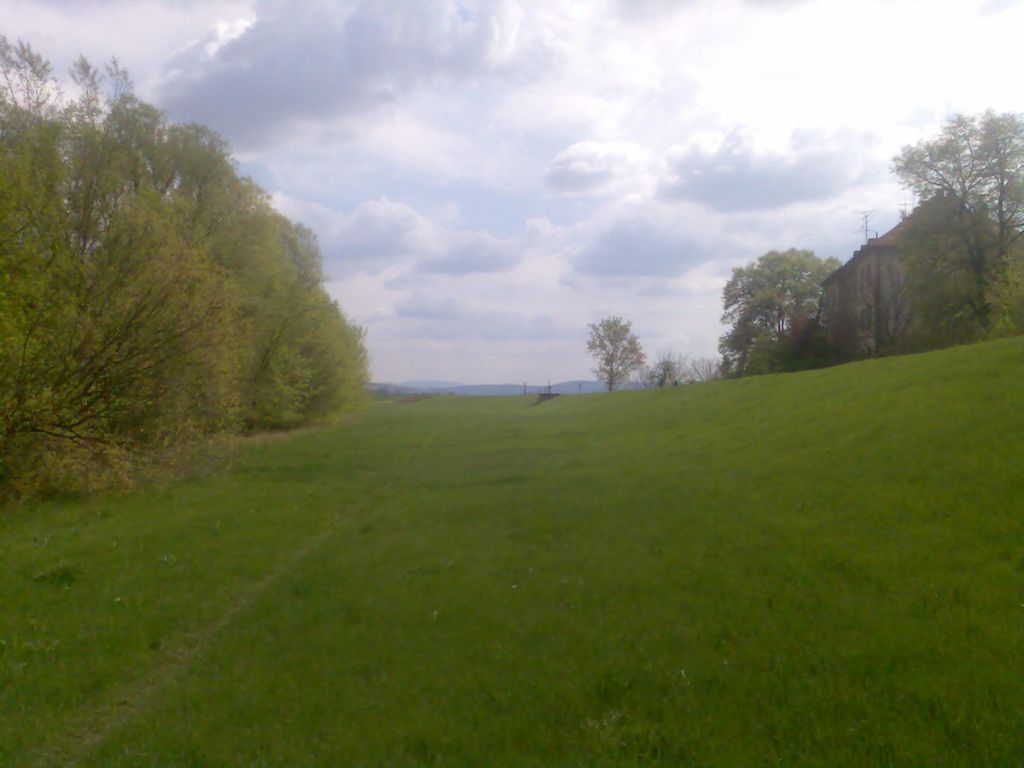
Az egykori átkelő helye Ipolypásztónál

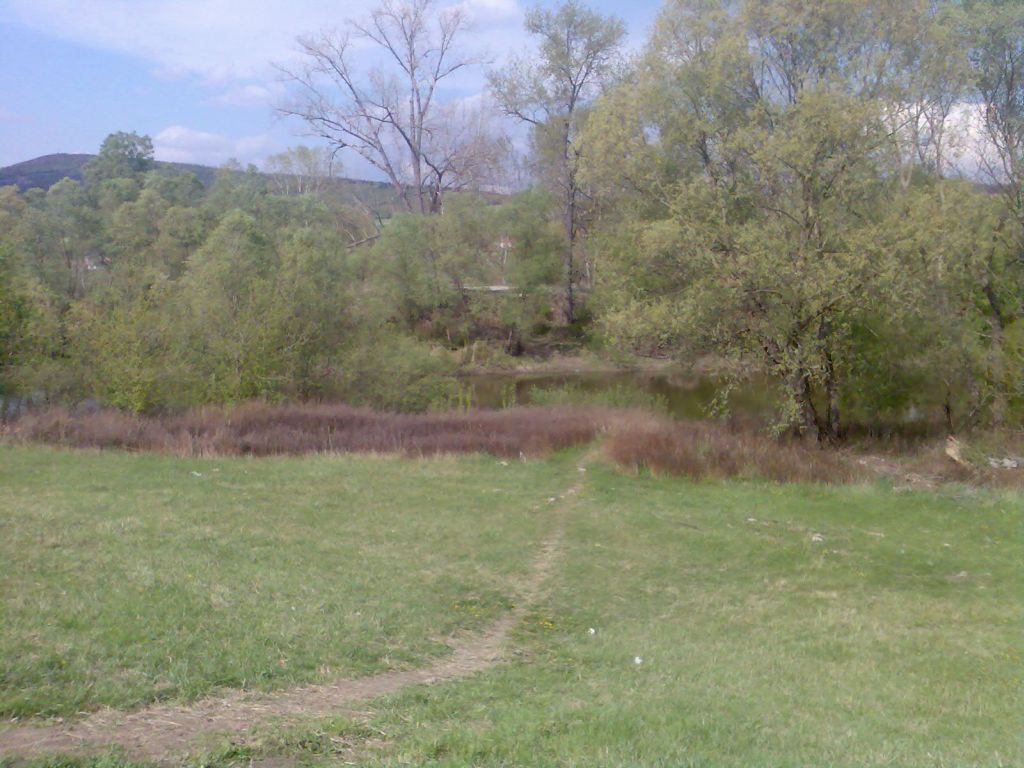
A megsemmisült átkelő Ipolydamásd és Helemba között

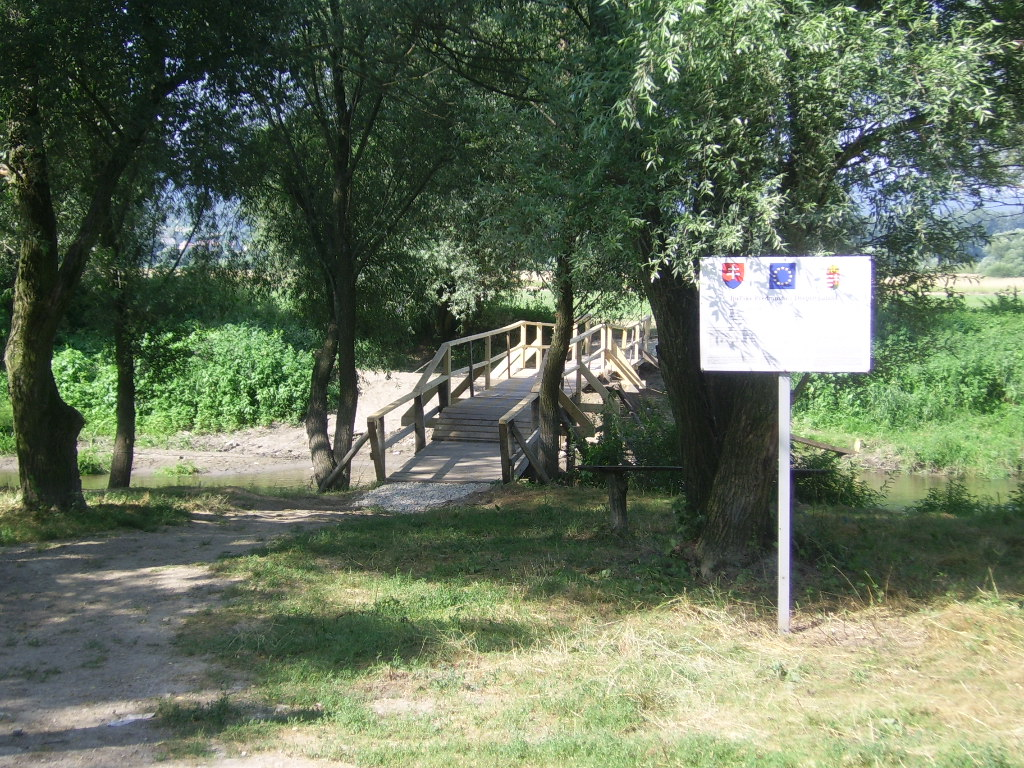
Gyalogoshíd Drégelypalánk és Ipolyhídvég között

A legdélebbi megmaradt hidat Ipolydamásd és Helemba között 2000-ben a jeges ár vitte el. Az Ipoly (a Dunával együtt) kettéválasztja az Ister–Granum Eurorégió magyar és szlovák részeit. Az új hidak megépülésével Pest vármegye és a felvidéki Nyitrai kerület délkeleti része, illete Nógrád vármegye és a Besztercebányai kerület délnyugati része újra közös gazdasági régiót alkothatnak, a folyó két partján élőknek nem kell akár több tíz kilométert kerülni. A hidak építésével egyidejűleg tervbe van véve a Tésa és Ipolyvisk közötti létező rossz minőségű közúti kapcsolat felújítása is.
A hidak újjáépítése a rendszerváltás utáni években merült fel. Az elsők között volt az alsósztregovai  polgármester 1995-ös kezdeményezése. Később megalakult az Ipoly-hidak Újjáépítéséért Polgári Társulás, melynek társelnökei, Molnár Katalin és dr. Serfőző András kiemelt szerepet vállaltak az ügyben. Sikerült forrásokat találni (megyei és uniós segítséggel) a tervdokumentációk elkészítésére és beindult az engedélyezési folyamat is.
A tervek szerint az alábbi a kétsávos közúti hidak lesznek újjáépítve:
- Rárós–Ráróspuszta: magyar oldalon a híd és új bekötőt út 2011. október 11-én elkészült, szlovák oldalon csak 2011. december 7-én avatták fel a Madách hidat.[7]
- Nógrádszakál–Bussa
- Pőstyénypuszta–Petőpuszta: 2012. február 24-én Katalin híd néven került felavatásra.[8]
- Hugyag–Szécsénykovácsi (az egykori híd helyéig magyar oldalról a 22 104-es számú mellékútvezet; a szlovák oldalon az átkelés, ha megvalósul, az ottani 2610-es úthoz csatlakozhat (egykor a kassai országút vezetett erre))
- Őrhalom–Ipolyvarbó a Szent-Iványi hidat 2023. december 1-én adták át.
- Újkóvár–Kóvár
- Drégelypalánk–Ipolyhídvég a Szent Borbála hidat 2024. január 12-én adták át.
- Vámosmikola–Ipolypásztó
- Ipolydamásd–Helemba: a Károly Róbert hidat 2023. július 28-án adták át a forgalomnak.[9]

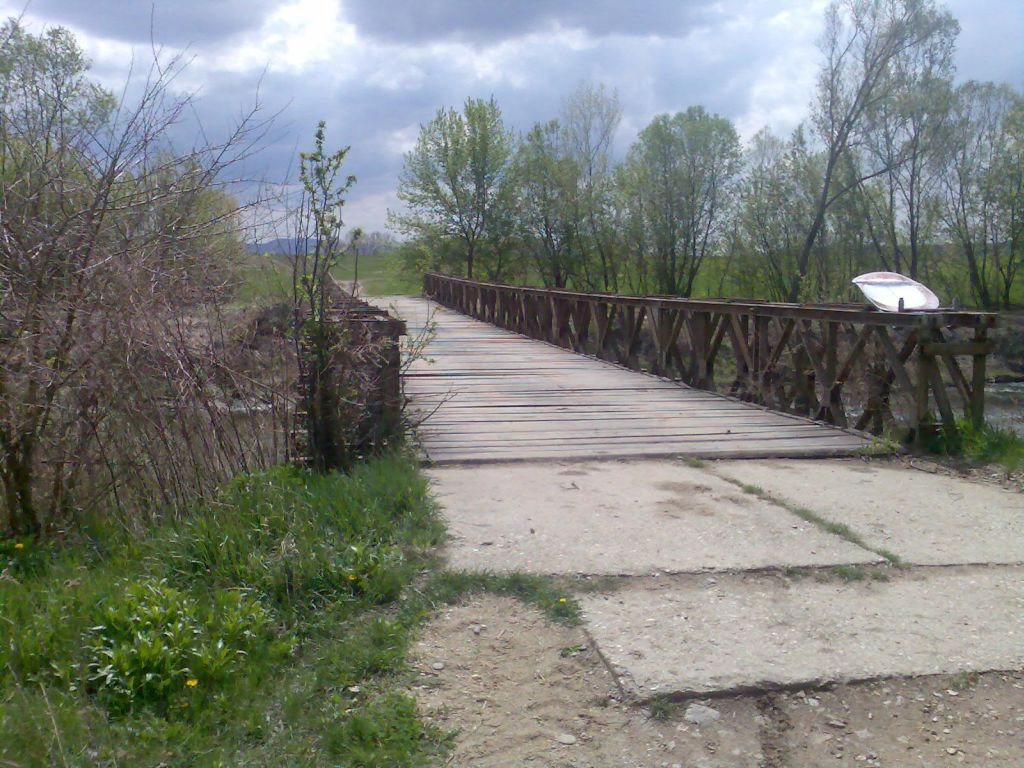
Helyi vashíd Szeténél

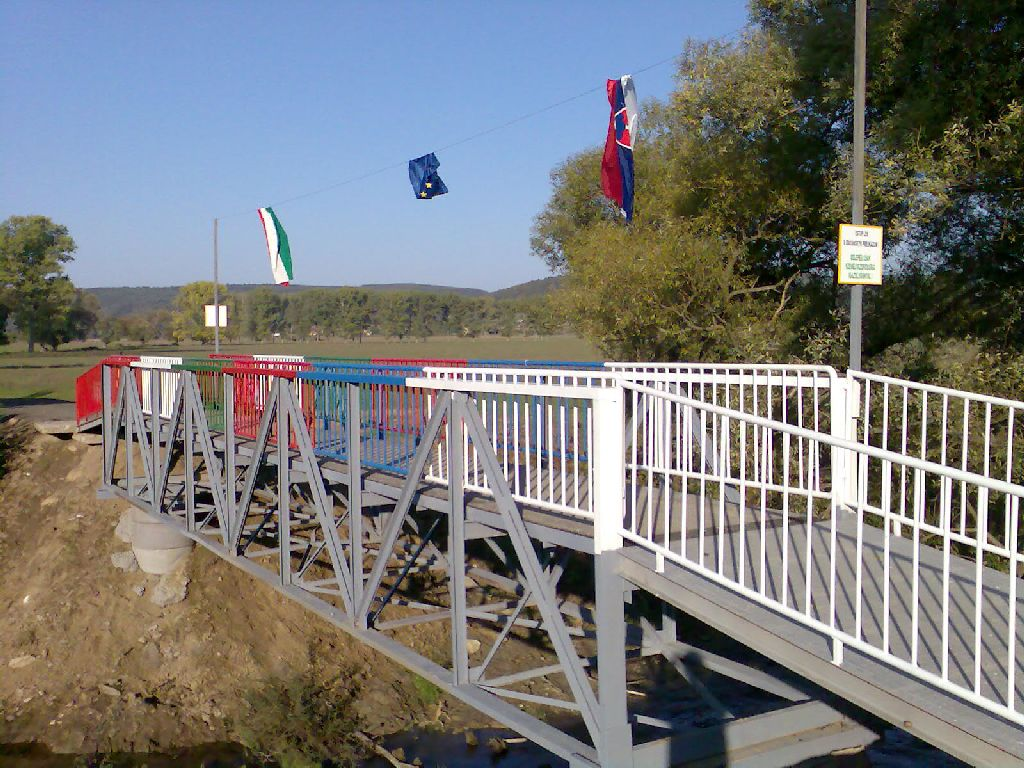
Gyalogátkelő Bussa és Nógrádszakál között

A Pőstyénypuszta–Petőpuszta és Rárós–Ráróspuszta hidakról, amelyek a magyar ill. a szlovák fél prioritásai szerint lettek kiválasztva, 2005 októberében a két ország közlekedési minisztere szándéknyilatkozatot, míg 2007. november 16-án Párkányban a két külügyminiszter államközi szerződést írt alá. Magyarországon az állam, míg Szlovákiában Besztercebánya megye lett a beruházó. A 2008 végén benyújtott európai uniós pályázatot 2009 tavaszán pozitívan bírálták el. Az egyik híd esetében 2010 márciusában kiválasztották a kivitelezőt, a másikban pedig átadták a munkaterületet. A Rárós–Ráróspuszta közötti hidat 2011. október 11-én míg a Pőstyénypuszta –Petőpuszta közötti hidat 2012. február 24-én adták át.
Ezeken kívül 2012. február 27-én államközi szerződés lett aláírva a Vámosmikola–Ipolypásztó, ill. az Ipolydamásd–Helemba hidak újjáépítéséről. Miután a két ország az Európai Unió tagja lett, több tucat határátlépési pont nyílt, köztük néhány az Ipolyon, általában deszkából készült átjáró formájában a régi hídfőknél. Bár fél évvel korábban elkészült, szlovák adminisztrációs problémák miatt az új helembai közúti hidat csak 2023. július 28-án adták át a forgalomnak.